# Džamala
Susana Alimivna Džamaladinova (ukrajinsko Сусана Алімівна Джамаладінова, krimskotatarsko Susana Camaladinova, armensko Սուսաննա Ջամալադինովա), bolj znana pod umetniškim imenom Džamala (ukrajinsko Джамала, krimskotatarsko Camala, armensko Ջամալա, angleško Jamala), ukrajinska pevka, * 27. avgust 1983
Poje sopran spinto in izvaja lastne kompozicije, ki prepletajo jazz, soul, svetovno glasbo in R&B z elementi klasične glasbe in gospela.
Prva večja prelomnica v njeni glasbeni karieri je bil nastop na mednarodnem tekmovanju mladih pop pevcev New Wave 2009 v Jūrmali, kjer je prejela glavno nagrado. Leta 2016 je Ukrajino zastopala na Pesmi Evrovizije s pesmijo »1944« in zmagala.

## Življenje in kariera

### Zgodnje življenje
Susana Džamaladinova se je rodila v Ošu v Sovjetski socialistični republiki Kirgiziji (današnjem Kirgizistanu) krimskotatarskemu očetu in armenski materi. Po svoji praprababici po materini strani je v sorodu z Aramom Hačaturjanom, najbolj znanim armenskim skladateljem 20. stoletja. Predniki njene mame so iz Gorskega Karabaha. Džamala je bila rojena v Ošu, kamor so bili njeni predniki, Krimski Tatari, na silo preseljeni pod Stalinom. Družina se je na Krimski polotok vrnila po tem, ko je Ukrajina postala samostojna.
Glasbo je imela rada že od svojega zgodnjega otroštva. Pri 9 letih je posnela 12 otroških in ljudskih krimskotatarskih pesmi. Po končani glasbeni šoli (klavir), ki jo je obiskovala v svojem domačem kraju Alušta, je glasbeno izobraževanje nadaljevala na glasbenem kolidžu v Simferopolu, poimenovanem po Čajkovskem, ter se nato vpisala na Ukrajinsko narodno glasbeno akademijo Čajkovskega v Kijevu, kjer je študirala operno petje.

### 2005–11: Zgodnja kariera in New Wave 2009
Na velikem odru je prvič stala pri petnajstih. V prihodnjih nekaj letih se je udeležila mnogih pevskih tekmovanj v Ukrajini, Rusiji in preostali Evropi, na katerih je bila večkrat nagrajena (npr. na evropskem mednarodnem tekmovanju Amici della musica v Italiji). Leta 2001 je postala članica vokalnega kvinteta Beauty Band. Nastop na džezovskem festivalu mladih izvajalcev Do#Dj junior 2006 ji je prinesel posebno nagrado, z njim pa je pritegnila tudi pozornost koreografinje Elene Koljadenko, ki ji je ponudila glavno vlogo v večžanrskem muzikalu in baletu Freedom Olene Koljadenko. 
Prva večja prelomnica v njeni pevski karieri je bil nastop na mednarodnem tekmovanju mladih pop pevcev New Wave poleti 2009. Dosegla je finale in osvojila glavno nagrado tekmovanja.

### 2011–14: Evrovizijski poskus
V začetku leta 2011 se je udeležila ukrajinskega nacionalnega izbora za Pesem Evrovizije s skladbo »Smile«. V finalu izbora je osvojila 3. mesto. Zaradi domnevnih mahinacij s preštevanjem glasov naj bi finale ponovili, a Džamala na novem finalu ni nameravala nastopiti in je raje odstopila, češ da bi bilo glasovanje zopet prirejeno. V Düsseldorf je nazadnje odpotovala prvotna zmagovalka Mika Newton.

### 2016–danes: Pesem Evrovizije
Džamala je uspešno zastopala Ukrajino na Pesmi Evrovizije 2016 s pesmijo »1944«. Pesem govori o deportaciji krimskih Tatarov leta 1944 in vključuje zgodbo njene prababice, ki je med izgonom v Srednjo Azijo izgubila hčer. Na Evrosongu je zmagal z 534 točkami.

## Diskografija

### Studijski albumi
| Naslov          | Podrobnosti                                                                   |
| --------------- | ----------------------------------------------------------------------------- |
| For Every Heart | - Izdano: 2011 - Založba: Moon Records Ukraine - Format: Digitalni prenos, CD |
| All or Nothing  | - Izdano: 2013 - Založba: Moon Records Ukraine - Format: Digitalni prenos, CD |
| Подих           | - Izdano: 2015 - Založba: Enjoy Records - Format: Digitalni prenos, CD        |

### EP-ji
| Naslov    | Podrobnosti                                                                       |
| --------- | --------------------------------------------------------------------------------- |
| Thank You | - Izdano: 1. oktober 2014 - Založba: Enjoy Records - Format: Digitalni prenos, CD |
| 1944      | - Izdano: 7. maj 2016 - Založba: Enjoy Records - Format: Digitalni prenos         |

### Live albumi
| Naslov                      | Podrobnosti                                                                   | Opombe          |
| --------------------------- | ----------------------------------------------------------------------------- | --------------- |
| Live at Arena Concert Plaza | - Izdano: 2012 - Založba: Moon Records Ukraine - Format: Digitalni prenos, CD | - Koncertni DVD |

### Singli
| Leto | Naslov        | Album     |
| ---- | ------------- | --------- |
| 2014 | "Заплуталась" | Thank You |
| 2014 | "Злива"       |           |
| 2014 | "Чому?"       |           |
| 2015 | "Очима"       | Подих     |
| 2015 | "Шлях додому" | Подих     |
| 2015 | "Подих"       | Подих     |
| 2016 | "1944"        |           |

## Filmografija
| Leto | Pesem                   | Režiser                       |
| ---- | ----------------------- | ----------------------------- |
| 2009 | History Repeating       | Alan Badoev                   |
| 2010 | You're Made of Love     | Katja Carik (Катя Царик)      |
| 2010 | It's Me, Jamala         |                               |
| 2011 | Smile                   | Max Ksjonda                   |
| 2011 | Find Me                 | John X Carey                  |
| 2012 | Я люблю тебя            | Sergej Sarakhanov             |
| 2013 | Кактус                  | Denis Zakharov                |
| 2013 | All These Simple Things |                               |
| 2013 | Depends On You          | Viktor Vilks                  |
| 2014 | Чому квіти мають очі?   | Oles Sanin                    |
| 2015 | Я заплуталась           | Tolik Sačivko (Толик Сачивко) |

| Leto | Naslov                           | Vloga    |
| ---- | -------------------------------- | -------- |
| 2014 | The Guide                        | Olga     |
| 2014 | Alice's Adventures in Wonderland | Gosenica |

1. ↑  Discogs — 2000.
2. ↑  Česko-Slovenská filmová databáze — 2001.